# Spektro
Spektro ou SPEKTRO (como era normalmente grafado, em forma comercial) foi uma revista em quadrinhos brasileira editada e publicada pela Casa/Editora Vecchi que circulou nas bancas de jornais entre as décadas de 1970 e 1980, particularmente entre 1977 e 1982.
Chegou a vender, em seu apogeu, mais de 40.000 exemplares.

## História
Spektro começou como uma experimentação na extinta revista Eureka, que publicava quadrinhos dos mais variados tipos, gêneros e inclusive HQs brasileiras, tanto que nas capas de Spektro era grafado "Eureka Terror Apresenta - Spektro, a revista do terror". Quem estava no comando era Ota ("eterno" editor da tradicional revista satírica Mad, na época editada na própria Vecchi), vindo da EBAL em plena decadência. Ota permaneceu a frente da Spektro e das outras revistas de terror da Vecchi até o decreto da falência da editora (mais ou menos em 1982/1983). Sobrenatural e Histórias do Além serviam para escoar as histórias consideradas inferiores, de segunda, dos carros-chefes Spektro e Pesadelo, material que sobrou, testes e até mesmo material de novatos, como incentivo, "aquecimento". O primeiro número na verdade veio com o nome "As histórias sobrenaturais do Dr. Spektro; A princípo em Spektro era publicado exclusivamente material estrangeiro do personagem Dr. Spektro (daí veio o nome da revista) da editora estadunidense Gold Key Comics. Como o número de histórias da personagem era pequeno e a repercussão entre os leitores foi positiva, a partir da segunda edição, foram adicionadas histórias da editora Fawcett (Dr. Morte e Dr. Mistério) e republicações de material brasileiro da década de 1960, que foram publicados a priori, materiais da Editora Outubro de autores como Jayme Cortez, Flavio Colin, Júlio Shimamoto.  Depois, estrearam em Spektro histórias da editora Charltron Publications (Dr. Graves). Algumas dessas histórias estrangeiras da Charlton Comics não eram de terror e sim tendiam mais para o lado de ficção científica.
Era a época do popular e sensacionalista diário paulistano Notícias Populares, o mesmo que ajudou a difundir nos anos 1970 lendas como a da loira fantasma e do bebê-diabo como se fossem fatos. Era tempo da ditadura militar, da censura prévia, dos esquadrões da morte. A baixada fluminense era tida como uma região muito violenta. Algumas histórias exploravam temas como estes, tanto que numa edição foi publicada uma história com desenhos de Vilachã com o título Massacre na Baixada. A sucesso comercial e crítico da revista veio da identificação dos leitores com os temas explorados, como a violência urbana, drogas, folclore brasileiro, religões em localidades reais como Santa Teresa, Baixada Fluminense, Baixo Gávea. Uma das histórias versava sobre bandeirantes em busca das esmeraldas guardadas pela boiúna.
Como no cinema brasileiro da ocasião, no auge e na queda, das chamadas pornochanchadas e da Boca do Lixo, algumas histórias continham apelação erótica e sexual.
Em 2015, a revista voltou a ser publicada pela Editora Cultura & Quadrinhos, que também retomou as publicações de Mestres do Terror, Calafrio e o faroeste Chet.

## Informações básicas
- Período de circulação comercial: janeiro de 1977 a agosto de 1983[8]
- Edições (sem contas edições especiais): 28[9] ou 27[1]
- Páginas: oscilava de 160 a 200 páginas por edição[4] (a partir do nº19 houve diminuição[4]) em preto e branco.
- Formato: brochura/formatinho (obs.: a partir do número 19, Spektro teve diminuição do formato, 2 cm menor, formato editorial da época.[4]
- Periodicidade: indeterminada (atrasos era uma constante; às vezes a revista era mensal, às vezes bimestral, chegando até mesmo a ser por algumas vezes trimestral[4]).
- Preço: oscilava bastante devido à inflação: nº2 - Cr$12,00 (doze cruzeiros); nº 20 (fev./1981): Cr$70,00 (setenta cruzeiros);[4] nº28 (ago./1983): Cr$700,00.
- Slogan: A revista do terror.

### Sessões da revista
- Editorial: mensagem do editor.
- Enquetes: costumava publicar no fim das revistas, questionando os leitores quais suas histórias e artistas favoritos publicados na revista. Mensalmente chegavam entre 500 e 1.000 cartas à redação da Vecchi.[1]
- Humor: sessão dedicada ao humor negro, usualmente de uma página.
- Matéria e artigos sobre temas variados como biografias de escritores  e desenhistas famosos (com alguma correlação com o gênero), por exemplo, H.G. Wells, Edgar Allan Poe, H.P. Lovecraft entre otros, além de textos sobre filmes de terror, diretores e atores.

Na edição #19 fora publicado um dicionário de rituais de macumba e afins. Já em uma outra edição foi publicada extenso texto sobre rituais e drogas usadas por indígenas.
- Cartas: cartas enviadas pelos leitores com críticas, sugestões, compra, venda e troca, clubes, amizades, etc.

## Identificação com os leitores
Muitas das histórias versavam sobre temas em comum com o povo como artes ocultas, comum no imaginário popular brasileiro, nos sertões e nas cidades grandes. Criaturas folclóricas como boiuna, mapinguari, papa fígado ou papa figo (popular lenda do Nordeste brasileiro), lobisomem, vampiros, besta-fera, demônios, seres sobrenaturais, macumba, os tradicionais "causos" (verídicos ou não), histórias de caipiras, cangaceiros, histórias sobre jagunços, histórias nos sertões do Nordeste ou no interior da Amazônia na época dos bandeirantes, discos voadores (foi quadrinizado sobre o famoso caso de Casimiro de Abreu em 1981), isso tudo mexia com o leitor e enfim realmente a identificação dos leitores com a revista era grande. Essa identificação atraiu uma legião de fãs em potencial. Eram também notáveis os  anúncios comerciais publicados na Spektro e nas demais revistas da linha de terror da Vecchi. Entre tanto outros, eram anúncios sobre livros de espiritismo, ciências ocultas, ocultismo, umbanda, catimbó, esoterismo, São Cipriano, olho grande, Cruz de Caravaca e amuletos vendidos sob reembolso postal pela Mundo Latino.

### Literatura
Eram também notáveis as adaptações de obras literárias, tais como:
- Edgar Allan Poe: O Corvo, A Máscara da Morte Rubra.
- Eça de Queiroz: O Defunto, desenhada pelo artista português Eduardo Teixeira Coelho.

## Séries
- Paralelas, Watson Portela; nºs 8, 10, 20 e 21.
- Jesuíno Boamorte, de Zenival; nºs 22.
- O Trio diabólico, o trio era composto por Sinhá Preta, O Filho de Satã e Silas Verdugo, o homem do patuá escritor e desenhado por Elmano Silva
- Silas Verdugo, o Homem do Patuá; nºs 21, 22 e 24 de Spektro e depois num gibi da Coleção Assombração da Ediouro. Está para ser lançado um álbum de Silas Verdugo com histórias inéditas.[4]
- O Espectro de Claúdio Almeida; nºs 17 e 20
- Chegaram os tempos, escrito e desenhado por Olendino Mendes
- Jornalista Jonas Beltron, desenhado por Shimamoto (também presente em Pesadelo

## Autores

### Desenhistas
- Flavio Colin
- Júlio Shimamoto
- Nico Rosso
- Jayme Cortez
- Manoel Ferreira
- Eugênio Colonnese
- Itamar
- Vilachã
- Zenival
- E.C. Nickel
- Watson Portela
- Elmano Silva
- Otto Dumovich (posteriormente se tornaria um famoso escultor na cidade do Rio de Janeiro)
- Orestes de Oliveira Filho
- Ofeliano de Almeida
- Antonino Homobono
- Roberto Kussumoto
- Além dos artistas veteranos, a SPEKTRO ainda revelou muitos talentos, entre os quais Watson Portela e Elmano Silva ou Mano, ambos pernambucanos e que os leitores muito apreciavam. Além de Zenival, Cesar Lobo, Olendino Mendes, e jovens desenhistas como Ofeliano e Antonio Homobono

Entre os autores internacionais, destaque para: Steve Ditko (Homem-Aranha), Mike Zeck (Mestre do Kung Fu e Capitão América), John Byrne (Super-Homem e X-Men),  entre outros, sendo que as histórias desses autores mais versavam sobre ficção científica do que horror genuíno.
- Entre os que  compunham a parte de humor estavam: Al, Renato Canini, Vilmar e Luscar.

### Roteiristas
- Elmano Silva,
- Ota costumava roteirizar histórias sob pseudônimos como Juka Galvão[10] e Said Simas.
- R.F. Luchetti
- Hélio do Soveral, prolífico autor, publicando livros de bolso e também trabalhando no rádio.
- Ivan Jaf

### Capistas
Os artistas de capas foram: Vilmar Rodrigues (2,12), Carlos Chagas (3, 18), Júlio Shimamoto (5,7, 14, 24, 26), Ofeliano (6, 11, 15, 19), Watson Portela (9), Maurício Veneza (8, 10, 13), Mano (17, 21) , Antonio Jeremias (22), Eugênio Colonnese (23),  Cesar Lobo (25), Olendino Mendes (27)

## Concorrência
Provavelmente a maior concorrente de Spektro foi Kripta, que começou a ser publicada antes de Spektro em 1976, da extinta editora carioca RGE. Sendo que Kripta, ao contrário de Spektro, era integralmente composta de material estrangeiro, sendo apenas as capas realizadas por artistas brasileiros. Kripta também tinha os seus filhotes (Shock, 3ª Geração, Fetiche, etc.) que concorriam diretamente ou indiretamente com as publicações da Vecchi (Spektro, Sobrenatural, Pesadelo, Histórias do Além, etc.), cada uma dessas citadas com o seu foco de terror: lendas, humor negro, terror moderno ou terror real, erotismo, causo, etc.. Havia ainda publicações de terror da Grafipar, editora paranaense de quadrinhos que focava suas publicações principalmente em material pornográfico/erótico, entres seus gibis constavam Sexo em Quadrinhos e Maria Erótica de Claudio Seto e num segundo nível terror e vendia por reembolso postal. Havia ainda outras concorrentes, mas talvez em menor grau, como a Bloch Editores com suas tradicionais HQs de terror com material composto tanto por artistas brasileiros quanto estrangeiros.

## "Filhotes"
O êxito comercial e editorial de Spektro possibilitou o surgimento d‘outras revistas, na própria Editora Vecchi explorando também a temática do terror, do sobrenatural, do suspense e de temas correlatos. Dentre elas podemos citar:
- Almanaque de Terror (Spektro Apresenta:), uma espécie de edição extra de Spektro, com mais páginas (quase 200 páginas no total). Durou cerca de 5 edições.
- Almanaque das Assombrações, revista dedicada a relatos sobrenaturais nos sertões
- Pesadelo, junto com Spekro formavam o carro-chefe da linha editorial de terror da casa.
- Sobrenatural, mais fina e com muito menos páginas que as principais, porém durou muito mais edições (30+).
- Histórias do Além

## Fim
Devido à instabilidade econônima, o estouro da inflação e o empobrecimento da população, a Editora Vecchi acabou entrando em bancarrota, cancelando automaticamente todos os títulos publicados pela casa (entre eles o popular Tex Willer, a linha de terror, MAD etc.). Foi o fim de um período de ouro para os aficionados por horror.

## Reedição?
Devido ao sucesso de público, várias foram as tentativas de "resgatar" Spektro:

### Spektros
A editora Press Editoral de São Paulo, também conhecida como Maciota, lançou nos anos 1980, precisamente entre 1985 e 1986, uma revista em quadrinhos intitulada, sugestivamente, Spektros, que contava em sua equipe com alguns dos antigos colaboradores responsáveis por Spektro. Até mesmo o logotipo utilizado na publicação era muito parecido, praticamente idêntico ao antiga Spektro. Se autointitulava como: "a melhor revista de terror de todos os tempos". Nascida a partir da publicação Mundo do Terror ("Mundo do Terror Apresenta Spektros") da mesma casa editorial (Press/Maciota) a edição da revista continha mais de 50 páginas e aparentemente durou poucos números.

### Ediouro
A editora fluminense Ediouro publicou em 1995, a  Coleção Assombração, com êxito de crítica e público, que remeteu imeditamente os leitores às velhas Spektro, Pesadelo e tantas outras HQs dum passado não muito distante. E não é à toa, os artistas responsáveis eram os mesmos e até o editor, o Otacílio D'Assunção.
Aparentemente o êxito comercial não foi dos melhores e, para a tristeza dos aficionados, a revista foi cancelada após cerca de 8 números. Houve ainda edições especiais e extras republicando o material.

### Spektro pela Otacomix
Em 1994, Ota lançou pelo selo Otacomix uma edição independente de Spektro, que acabou não passando do primeiro número devido à distribuição precária. A despeito disso, a revista foi bem recebida pela crítica, ganhando até prêmios, uma das histórias da publicação conquistou o Prêmio Nova de melhor história profissional do ano de 1994

## Citações na cultura popular
- Em 2001 foi lançado Raiva, produção trash dirigida pelo catarinense Petter Baiestorf, o enredo gira em torno de uma coleção completa de Spektro cobiçada por malandros.